# 邮资图案
在集邮中，邮资图案或邮票符志（也叫压印邮票）是指印在邮政用品上的邮票，例如邮资信封、邮资明信片、邮资邮简、邮资信卡、邮资航空邮简和包封纸。印刷可以平铺在纸张表面，也可以是凸起的浮雕。邮资图案有时也可与无胶/非粘性邮票或代资邮戳画等号。
邮政用品的成本包括用品制造费和邮政服务费。邮资图案的设计通常与同一国家和时代的普通粘性邮票非常相似。它可能是普通邮票或纪念邮票。

## 相关图册

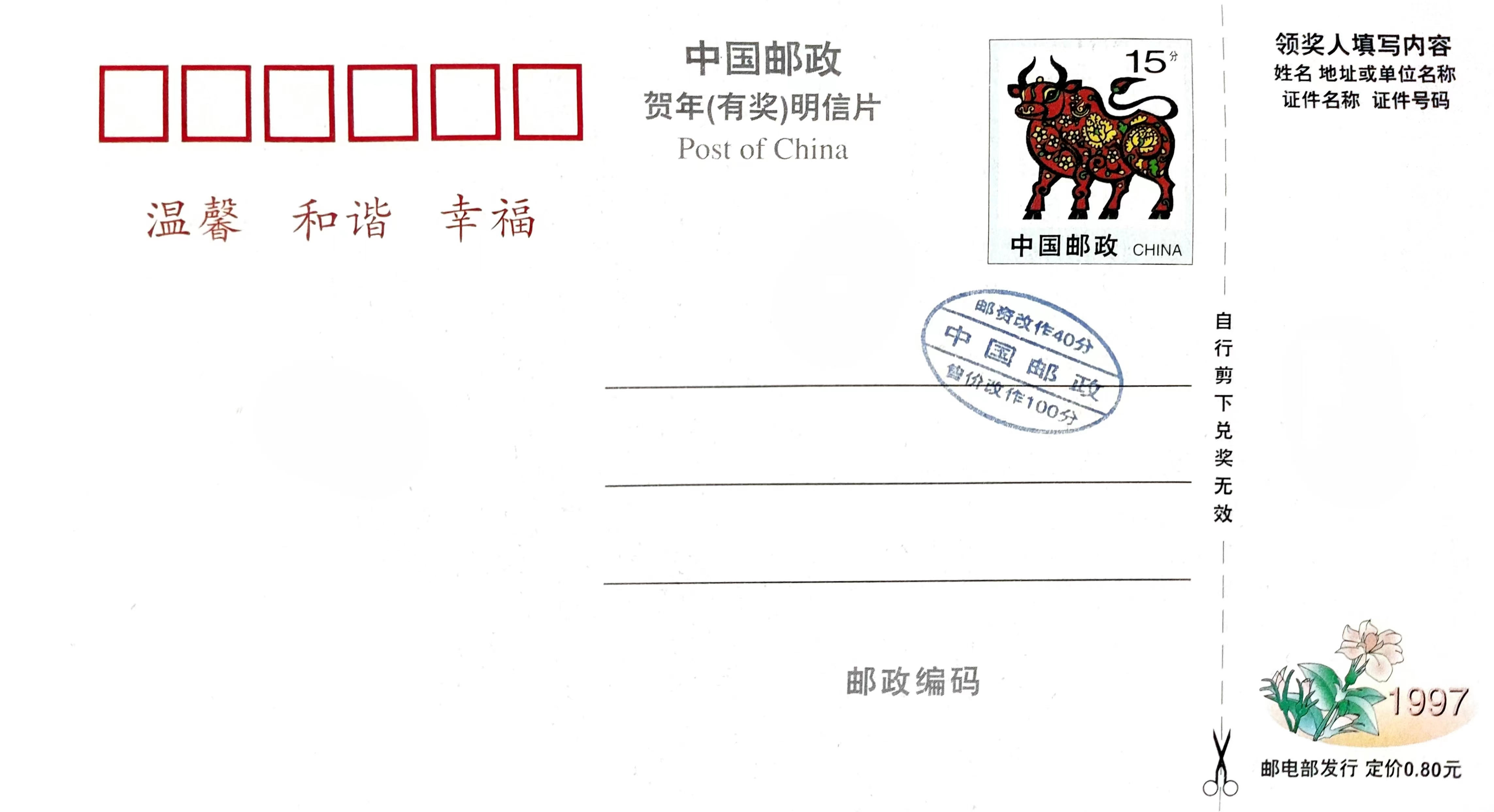
中国邮政于1997年发行的加盖改值邮资明信片，其中的邮资图案由15分改作40分
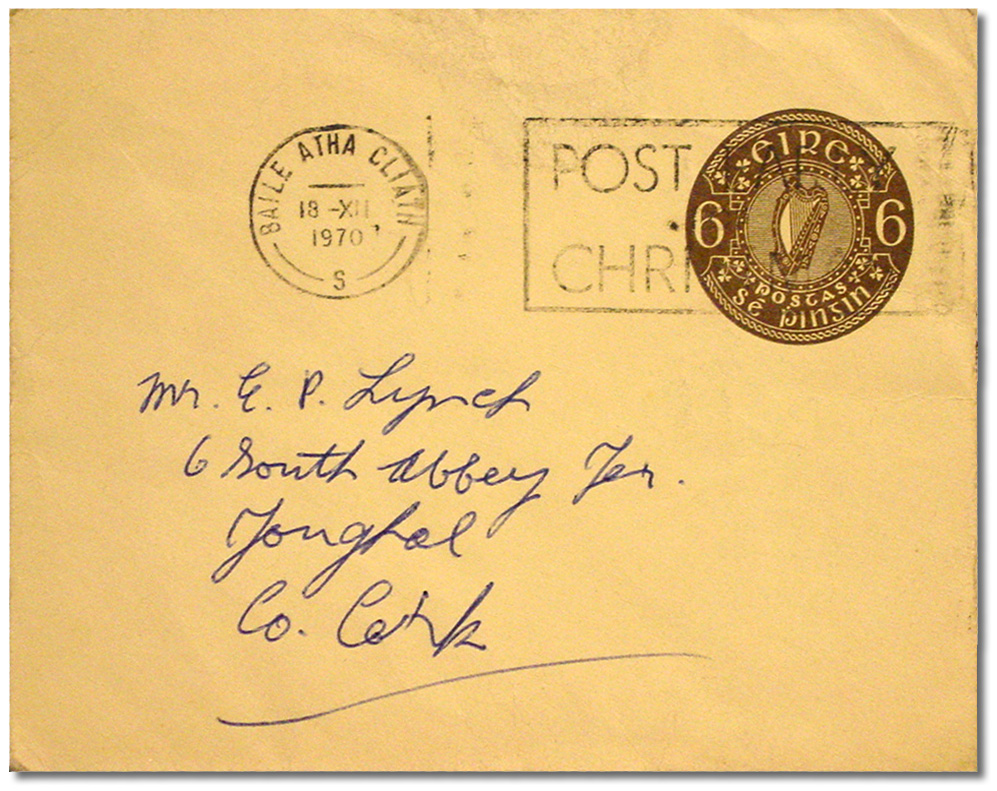
爱尔兰预付信封上的邮资图，于1970年使用
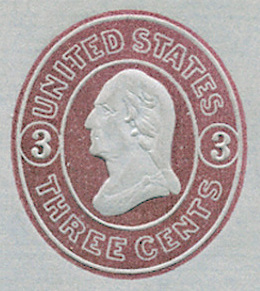
1861年美国信纸上的一枚邮资图（称为"代资邮戳"）。请注意凸起部分
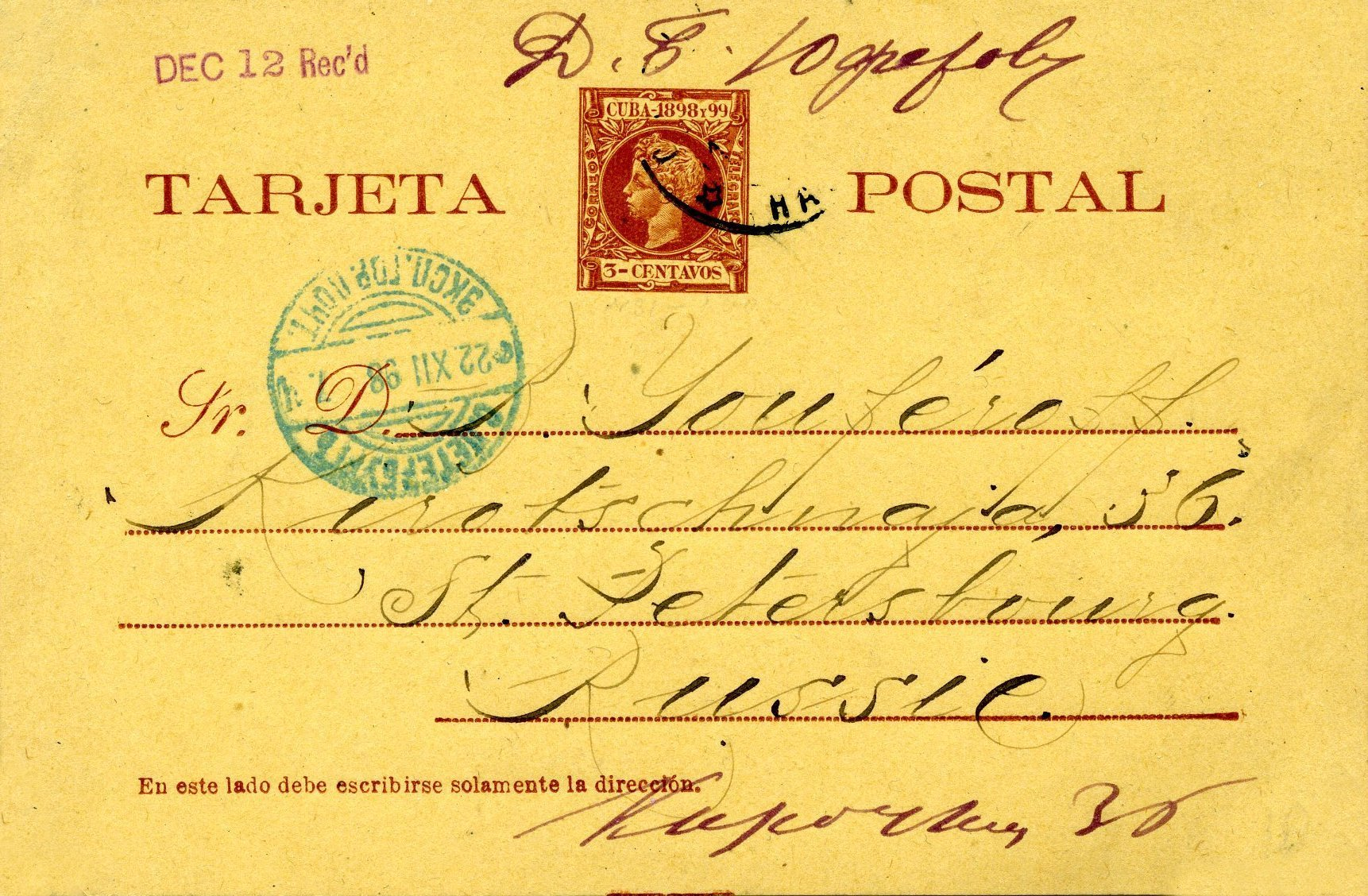
1898年古巴邮资明信片上的邮资图